# Polycentropus corsicus
Polycentropus corsicus là một loài Trichoptera trong họ Polycentropodidae. Chúng phân bố ở miền Cổ bắc.